# Trachinotus marginatus
Trachinotus marginatus är en fiskart som beskrevs av Cuvier 1832. Trachinotus marginatus ingår i släktet Trachinotus och familjen taggmakrillfiskar. Inga underarter finns listade i Catalogue of Life.